# Guerchy
Guerchy korábbi község (település) Franciaországban, Saône-et-Loire megyében. 2016. január 1-jén Laduz, Neuilly és Villemer községgel egyesült és Valravillon új község része lett.
Lakosainak száma 753 fő (2018. január 1.). Guerchy Neuilly és Laduz községekkel határos.

## Népesség
A település népességének változása:
| Lakosok száma | 421  | 414  | 377  | 421  | 465  | 634  | 659  | 1798 | 724  | 753  |
|               | 1962 | 1968 | 1975 | 1990 | 1999 | 2008 | 2013 | 2016 | 2017 | 2018 |